# Парафія Різдва св.Яна Хрестителя в Камьянцю
Парафія Різдва св. Яна Хрестителя в Камьянцю належить до гливицької єпархії (деканат Пишковіце).

## Місцезнаходження
- Каменець
- Боньовиці (вул. Гливицька)
- Ксенжи-Ляс
- Лубкі
- Зброславіце

## Кладовища
- в Кам'янці- при костелі
- в Ксьежі Лас — при костелі

## Месса
по неділях і святках:
- Камьянець: 7:00,11:00
- Ксьежі Лас: 9:00

в будні дні:
- Камьянець: 18:00
- Ксьежі Лас: 17:00

## Вулиці що належать парафії
- Камьянець: Полна, Паркова, Сільська Площа, Садова, Соснова, Тарногорська, Сільська, Квіткова, Гливицька
- Камьянець-Ньєрада: Hutnicza, Wolności
- Боніовіце: Gliwicka
- Ксьежі Лас: Jasionowa, Plac Wiejski, Tylna, Wiejska, Nowa, Leśna
- Лубкі: Chabrowa, Wiejska, Stokrotek
- Лубки-Колоніа: Chabrowa

## Колишні пастирі та адміністратори приходу в Кам'янці
- Йоганнес Коске (1881—1923)
- Павел (Павло) Калус (1923—1958)
- Альфонс Стіллер (1958) — тимчасовий адміністратор.
- Альфонс Отто (1958—1970)
- Альфонс Рімер (12.1970–03.1971) -парафіяльний священик Зброславице, тимчасовий адміністратор.
- Норберт Б'єньєк (1971—1976)
- Юзеф Рудек (1976—1984)
- Конрад Чаплок (1984—2001)
- Францішек Юдрак (2001—2016)
- Марчен Казановський (2016-)

## Священики і черниці з парафії
- ks. Стефан Лізка — 1983
- o. Маріан Піка — 1998
- s. Ельжбіта Перлак (Згромадження Сестер Святого Духа де Саксія) — 2005